# Puchar Wielkiego Szlema
Puchar Wielkiego Szlema – turniej tenisowy mężczyzn i kobiet rozgrywany w niemieckim Monachium organizowany przez ITF. Panowie rywalizowali w latach 1990–1999, a panie w 1998 i 1999 roku. Turniej był zwieńczeniem rywalizacji tenisistów podczas turniejów Wielkiego Szlema. W turnieju udział brało 16 najlepszych zawodników i 8 najlepszych zawodniczek, którzy zakwalifikowali się według specjalnego rankingu ustalonego na podstawie wyników osiągniętych podczas turniejów Wielkiego Szlema. 
W pierwszych edycjach turniej nie cieszył się dużą popularnością, ponieważ nie był zaliczany do cyklu ATP, a co za tym idzie tenisiści nie zdobywali punktów do rankingu ATP. W 1999 roku ITF i ATP doszły do porozumienia i wspólnie ustaliły, iż turniej zostanie połączony z organizowanym przez ATP turniejem Masters, który od dawna był uważany za nieoficjalne mistrzostwa świata. 

## Mecze finałowe

### gra pojedyncza mężczyzn
| Rok  | Mistrz           | Finalista        | Wynik                    |
| 1999 | Greg Rusedski    | Tommy Haas       | 6:3, 6:4, 6:7, 7:6       |
| 1998 | Marcelo Ríos     | Andre Agassi     | 6:4, 2:6, 7:6, 5:7, 6:3  |
| 1997 | Pete Sampras     | Patrick Rafter   | 6:2, 6:4, 7:5            |
| 1996 | Boris Becker     | Goran Ivanišević | 6:3, 6:4, 6:4            |
| 1995 | Goran Ivanišević | Todd Martin      | 7:6, 6:3, 6:4            |
| 1994 | Magnus Larsson   | Pete Sampras     | 7:6, 4:6, 7:6, 6:4       |
| 1993 | Petr Korda       | Michael Stich    | 2:6, 6:4, 7:6, 2:6, 11:9 |
| 1992 | Michael Stich    | Michael Chang    | 6:2, 6:3, 6:2            |
| 1991 | David Wheaton    | Michael Chang    | 7:5, 6:2, 6:4            |
| 1990 | Pete Sampras     | Brad Gilbert     | 6:3, 6:4, 6:2            |

### gra pojedyncza kobiet
| Rok  | Mistrzyni       | Finalistka     | Wynik         |
| 1999 | Serena Williams | Venus Williams | 6:1, 3:6, 6:3 |
| 1998 | Venus Williams  | Patty Schnyder | 6:2, 3:6, 6:2 |